# Macromitrium ferriei
Macromitrium ferriei là một loài Rêu trong họ Orthotrichaceae. Loài này được Cardot & Thér. mô tả khoa học đầu tiên năm 1908.